# Бархатница ажурная
Бархатница ажурная или сатир ажурный (лат. Hipparchia pellucida) — вид дневных бабочек из рода Hipparchia в составе семейства Бархатницы.

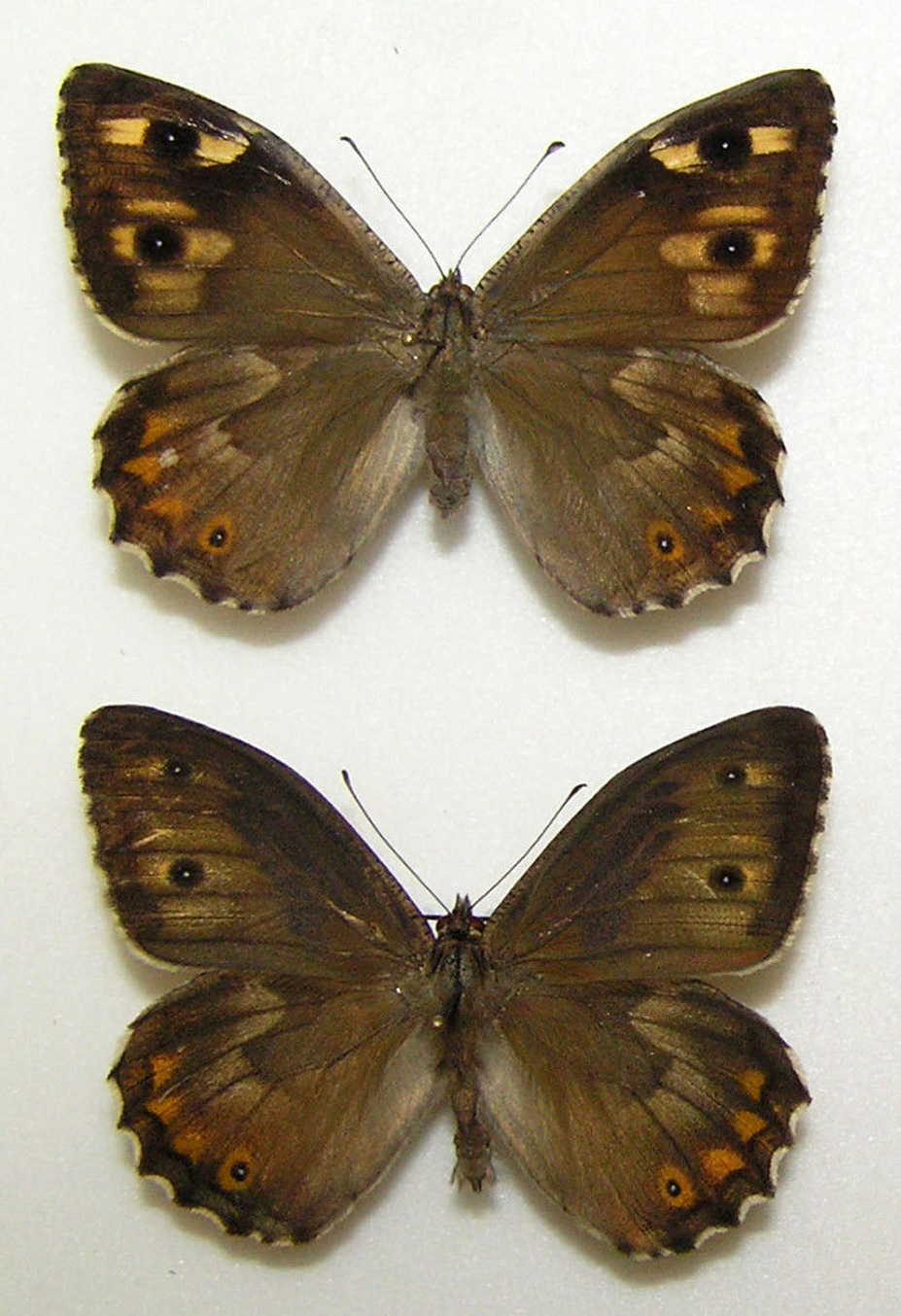
Самка и самец

## Этимология латинского названия
Pellucida (латинский) — ажурная.

## Ареал и местообитание
Северо-западная Африка, Закавказье, Балканский полуостров, Турция, Иран, Ирак, Сирия, Копетдаг (Туркмения), Румыния, южная часть Украины и европейской России к востоку до Нижнего и Среднего Поволжья. Встречается на полянах и у границы горных смешанных и хвойных лесов на высотах до 2000 м над ур. м. Изредка вид обитает на обрывистых скалистых участках в горах. Бархатница ажурная отмечена во многих местах горно-лесной части Крымского полуострова, где встречается часто, массово. Изредка может встречаться и в степной части Крыма. В Крыму населяет сухие каменистые места, редколесные склоны; реже — лесные поляны и степь.

## Биология

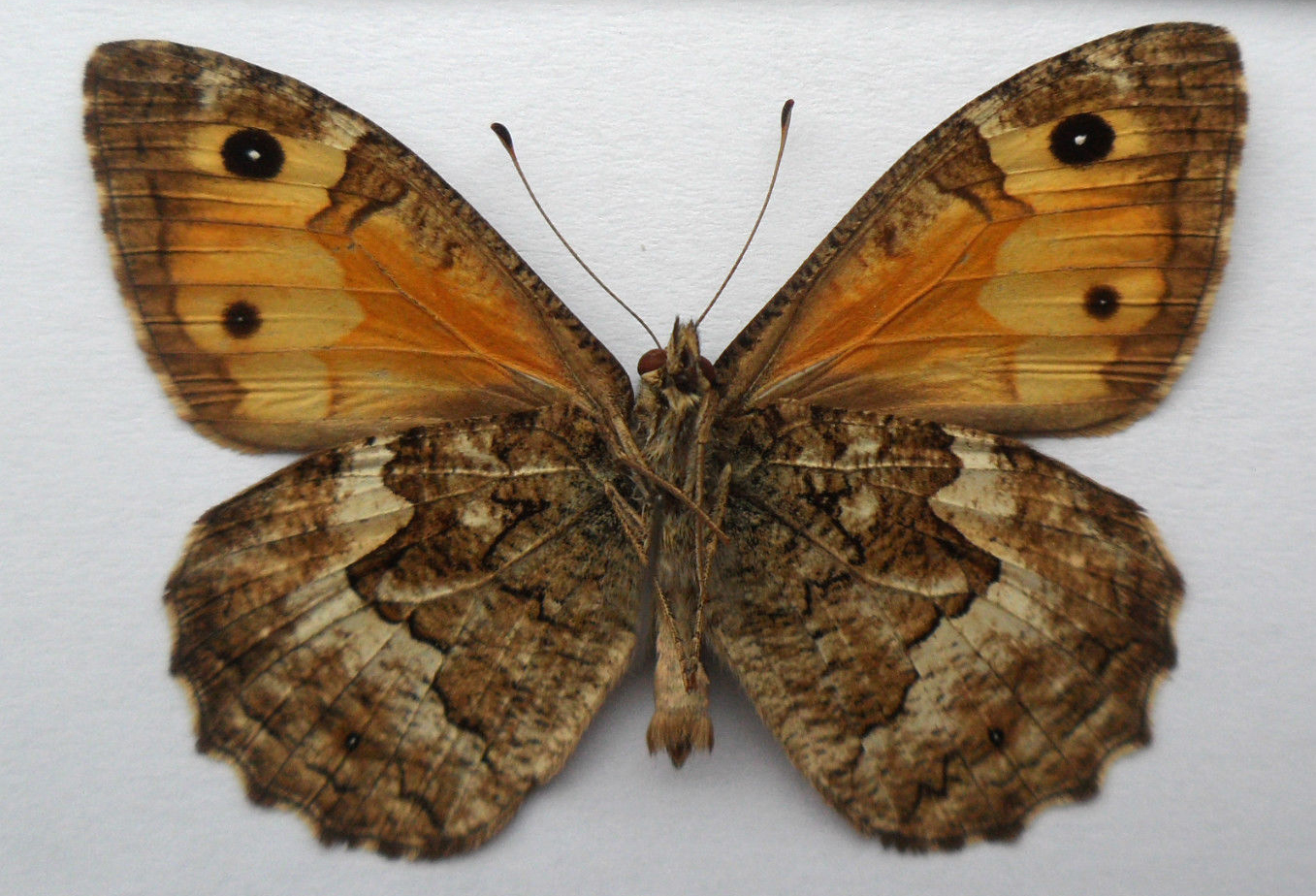
Самец, нижняя сторона крыльев. Крым, Судак

За год развивается в одном поколении. Время лёта происходит с июня до начала октября. Ведет себя пугливо, летает быстро. Бабочки питаются нектаром различных цветущих растений. Так же самцов привлекают экскременты животных, лужи и ручьи, спелые фрукты. Бабочки отдыхают на открытых каменистых участках, проселочных дорогах, реже — на стволах деревьев. Самцы проявляют территориальное поведение, поджидая пролетающих мимо самок.
Самки откладывают яйца поштучно на сухие части травянистых растений. Яйцо белое, диаметром 1 мм, округлое с ребристой поверхностью. Развитие гусениц идет медленно, и на первом — втором возрасте они зимуют. После зимовки гусеницы кормятся до конца апреля — начала июня. На последнем возрасте становятся активными только в ночное время. Кормовые растения гусениц: Festuca callieri, Brachypodium, Bromus.

## Замечания по охране
В Красной книге Международного союза охраны природы (МСОП) вид имеет 4 категорию охраны (LR (NT) - таксон не находящийся под угрозой исчезновения, но близкий к нему, имеющий неблагоприятные тенденции на окружающих территориях или зависимый от осуществляемых мер охраны).